# Sośnia
Sośnia [ˈsɔɕɲa] est un village polonais de la gmina de Radziłów dans le powiat de Grajewo et dans la voïvodie de Podlachie. Il se situe à environ 15 kilomètres au nord-est de Radziłów, à 21 kilomètres au sud-est de Grajewo et à 56 kilomètres au nord-ouest de Białystok. 